# Srbuk

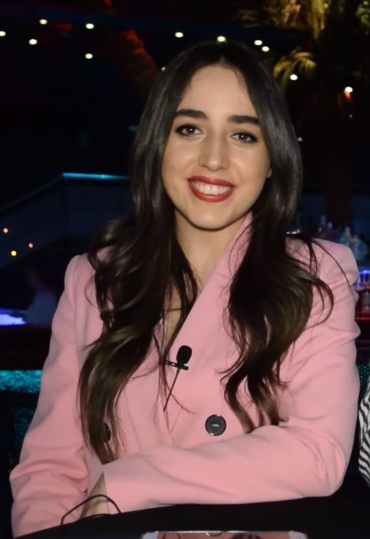
Srbuk (2019)

Srbuk (eigentlich armenisch Սրբուհի Սարգսյան, Srbuhi Sargsjan; * 3. April 1994 in Jerewan, Armenien) ist eine armenische Sängerin.

## Leben und Karriere
Sargsjan wurde am 3. April 1994 in der armenischen Hauptstadt Jerewan geboren. Sie studierte am Staatlichen Konservatorium Jerewan, wo sie auch lernte das Instrument Kanun zu spielen.
Im Jahre 2010 nahm sie an der armenischen Version der Castingshow X-Factor teil und belegte dabei am Ende den zweiten Platz. 2012 formte sie ihre Band Allusion. 2014 sang sie zusammen mit Garik Papoyan das Lied Boat, welches ein Lied des russischen Filmes Лёгок на поми́не ist. 2016 brachte sie dann ihre Debütsingle Yete Karogh Es heraus. 2018 nahm sie an der achten Staffel der Sendung The Voice of Ukraine teil, wo sie am Ende Platz 4 erreichte.
Am 30. November 2018 wurde sie vom armenischen Sender ARMTV als armenische Interpretin für den Eurovision Song Contest 2019 vorgestellt. Vom 30. November 2018 bis zum 10. Januar 2019 konnten dann Songwriter mögliche Beiträge bei ARMTV einreichen. Am 10. März wurde das Lied Walking Out präsentiert, mit dem sie am Wettbewerb teilnahm. Sie schied im zweiten Halbfinale aus.

## Diskografie

### Singles
- 2016: Yete Karogh Es
- 2018: Half a Goddess
- 2019: Walking Out

### Gastbeiträge
- 2014: Boat (Garik Papoyan feat. Srbuk)
- 2018: Let Me Down (Hambik Ashot feat. Srbuk)